# Roberto Rolfo

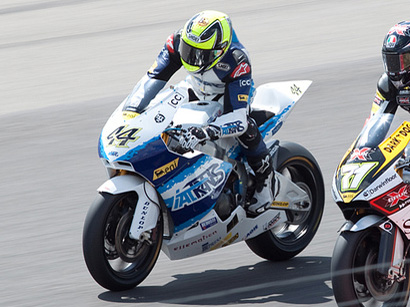
Roberto Rolfo op het TT-Circuit Assen in 2010

Roberto Rolfo (Turijn, 23 maart 1980) is een Italiaans motorcoureur.
Na enkele races in 1996 waarin hij met een wildcard uitkwam, maakte Rolfo in 1998 zijn debuut in de 250cc-klasse van het wereldkampioenschap wegrace op een TSR-Honda. Na een goed debuutseizoen met een vijfde plaats in Argentinië als beste resultaat stapte hij in 1999 over naar een Aprilia, waarop hij zijn beste prestatie wist te evenaren in Catalonië. In 2000 keerde hij terug naar een TSR-Honda, maar wist zich, mede door het missen van een aantal races, niet te verbeteren. 2001 was een doorbraak voor Rolfo waarin hij op een Aprilia vier podiumplaatsen scoorde en als vierde in het kampioenschap eindigde. In 2002 stapte hij op een Honda, waarmee hij achter Marco Melandri en Fonsi Nieto met de derde plaats zich een positie wist te verbeteren. In 2003 wist hij in Duitsland zijn eerste overwinning te behalen, waarna hij er in Australië nog een aan toevoegde. Hiermee eindigde hij achter Manuel Poggiali als tweede in het kampioenschap met veertien punten achterstand. In 2004 won hij de tweede race in Spanje, maar stond hierna niet meer op het podium en zakte terug naar de achtste plaats in het kampioenschap. Ondanks zijn resultaten maakte hij in 2005 de overstap naar de MotoGP-klasse op een Ducati. Met een motorfiets van een jaar oud en Dunlop-banden die hier niet bij pasten wist hij enkel in Groot-Brittannië de top 10 te behalen en eindigde als achttiende in het kampioenschap.
In 2006 maakte Rolfo de overstap naar het wereldkampioenschap superbike, waarin hij opnieuw op een Ducati uitkomt. Na drie jaar in het kampioenschap, waarbij hij in 2007 overstapte naar een Honda en hiermee enkele vierde plaatsen als beste resultaat behaalde, werd hij na twee raceweekenden in 2009 ontslagen bij het team ten faveure van John Hopkins. Hierop keerde hij in 2010 terug in het wereldkampioenschap wegrace, waarin hij op een Suter uitkomt in de Moto2-klasse, de vervanger van de 250cc. Na een podiumplaats in Duitsland won hij de race in Maleisië en werd veertiende in het kampioenschap. In 2011 keerde hij echter terug naar het wereldkampioenschap superbike op een Kawasaki. Hij behaalde echter geen noemenswaardige resultaten en keerde in 2012 terug naar de Moto2-klasse op een Suter. Nadat hij in de eerste elf races slechts één punt behaalde, mocht hij in de laatste vier races in de MotoGP Mattia Pasini vervangen op een ART.
In 2013 stapte Rolfo over naar het wereldkampioenschap supersport op een MV Agusta en behaalde twee podiumplaatsen op Donington Park en het Circuito Permanente de Jerez, waardoor hij zesde werd in het kampioenschap. In 2014 stapte hij over naar een Kawasaki en behaalde een podiumplaats op het Circuit Magny-Cours, waardoor hij zevende werd in de eindstand. Aan het eind van dat seizoen mocht hij in de Moto2 in de laatste twee races Riccardo Russo vervangen op een Suter. In 2015 kwam hij opnieuw uit in het wereldkampioenschap supersport op een Honda.